# Virus tuljanskog štenećaka
Virus tuljanskog štenećaka (PDV, od engl. phocine distemper virus), paramiksovirus iz roda morbilivirusa, patogen za perajarne vrste, navlastito tuljane. Klinički znakovi uključuju otežano disanje, vrućicu i simptome zahvaćenosti živčanog sustava.
PDV je prvi put identificiran 1988. godine kao uzrok smrti 18.000 običnih tuljana (Phoca vitulina) i 300 sivih tuljana (Halichoerus grypus) duž sjeverne europske obale.
Iste su godine opservirane druge dvije epidemije virusne bolesti u vodenih životinja. Drugi morbilivirus uzrokovao je smrt mnogih bajkalskih tuljana (Phoca sibirica) u Bajkalskom jezeru u Sibiru. Poslije je bilo identificirano da je riječ o soju bliskosrodnog virusa štenećaka (CDV, engl. canine distemper virus), a vjerojatno je prenesen na tuljane s kopnenih životinja jer je CDV veoma proširen u pasa u području Bajkalskog jezera.
Treća pojava bolesti zbila se u obalnih pliskavica (Phocoena phocoena) blizu Britanskih otoka i Nizozemske. Treći morbilivirus, nazvan pliskavičji morbilivirus, identificiran je uzročnik bolesti.
Godine 2002. epidemija PDV-a duž sjevernomorske obale rezultirala je smrću 21.700 tuljana ili 51 % procijenjene populacije.
Antitijela na PDV i CDV pronađena su u nekih karnivornih vrsta u Kanadi, uključujući polarne medvjede, što upućuje na potencijal virusa da se širi na nove vrste.
Nagla pojava PDV-a i srodnih virusa u vodenih sisavaca implicira da bi uzrok mogle biti promjene u okolišu. Stoga su kao doprinositelji predloženi onečišćivači koji interferiraju s mogućnošću životinja da se obrane od infekcije. Alternativno tumačenje kao moguće razloge navodi klimatske promjene i prekomjeran ribolov koji su vodene vrste, koje prirodno nose ove viruse, mogle natjerati na seobu u nova područja i tako imunološki susceptibilne populacije izložile infekciji.
Virus tuljanskog štenećaka navodi se kao potencijalna opasnost za populacije sredozemnih medvjedica.